# Agromyza sulfuriceps
Agromyza sulfuriceps este o specie de muște din genul Agromyza, familia Agromyzidae, descrisă de Gabriel Strobl în anul 1898. Conform Catalogue of Life specia Agromyza sulfuriceps nu are subspecii cunoscute.